# Schattenriss

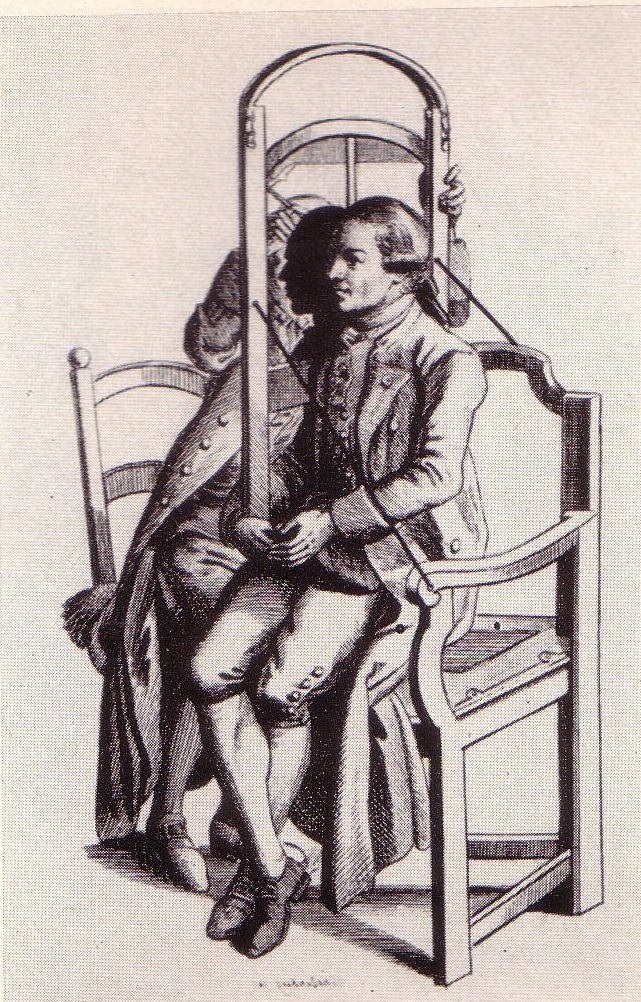
Silhouettierstuhl des Rokoko

Schattenriss oder Silhouette sind Begriffe aus der Malerei, Optik, Fotografie. Man bezeichnet damit den Umriss bzw. die Kontur einer Fläche oder die von dieser Kontur umschlossene Fläche, die sich dunkel von einem hellen Hintergrund (oder umgekehrt) abhebt. Das kann auch eine natürliche Kontur (zum Beispiel der Schatten eines Körpers oder die durch die Bebauung erzeugte Kontur einer Stadt (Skyline)) oder eine künstliche (zum Beispiel eine Schattenzeichnung oder ein Scherenschnitt) sein.

## Herkunft des Begriffes
Die Bezeichnung Silhouette geht auf den einstigen französischen Finanzminister Étienne de Silhouette († 1767) zurück, dem soviel Geiz nachgesagt wurde, dass er sein Haus mit schwarzen Scherenschnitten anstelle von Ölbildern schmücken würde. So hatte der Begriff zunächst eine negative Konnotation im Sinne von „billige Kunst“, „schlecht gemachtes Porträt“. Mit der Zeit übertrug sich der Begriff aber auch auf wertneutrale Sachverhalte wie „natürliche Konturen“ und auf „Hell-Dunkel-Konturen“ als künstlerisches Mittel.

## Geschichte

### 18. Jahrhundert

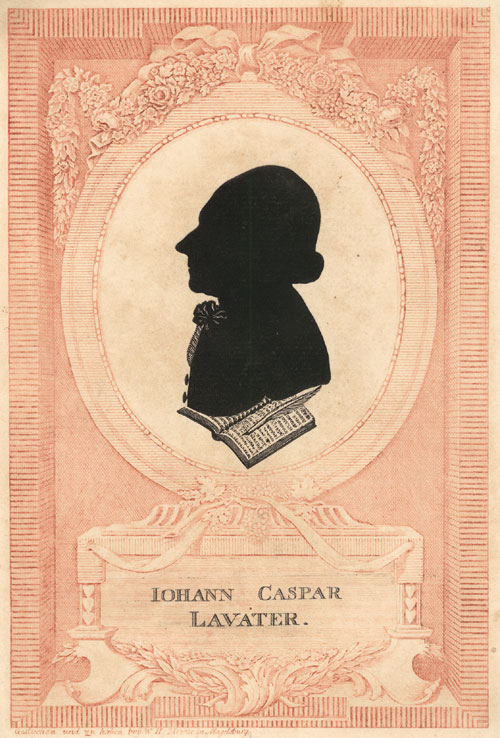
Silhouette von Johann Caspar Lavater angefertigt als Scherenschnitt

In der zweiten Hälfte des 18. Jahrhunderts wurde auch Deutschland von einer Welle der Begeisterung für Schattenrisse erfasst, die seltener als Scherenschnitt entstanden, sondern zumeist sorgfältig getuscht wurden. Besonders intellektuelle Kreise wurden von dieser Begeisterung erfasst. So konstruierte und baute der Gießener Rechtsgelehrte und spätere Richter am Oberappellationsgericht Darmstadt Ludwig Julius Friedrich Hoepfner für seine Zwecke einen besonderen Silhouettierstuhl, auf dem Oberkörper und Kopf der zu porträtierenden Person fixiert werden konnten. Der Schweizer Philosoph Johann Caspar Lavater lieferte 1772 durch seine Schrift Von der Physiognomik und nachfolgend das grundlegende Werk Physiognomische Fragmente zur Beförderung der Menschenkenntnis und Menschenliebe den schon damals von Zeitgenossen belächelten theoretischen Unterbau für die Anlage etlicher Sammlungen von Silhouetten bedeutender Persönlichkeiten seiner Zeit. Seine Physiognomik als Anleitung verstand sich als die Lehre zur Einordnung verschiedener menschlicher Charaktere anhand der Gesichtszüge und Körperformen. Dabei griff Lavater auf eine umfangreiche Sammlung von Silhouetten zurück. Unterstützt wurde Lavater von dem Schweizer Mediziner Johann Georg Zimmermann, der seit 1768 „Königlich-Großbritannischer Hofrat und Leibarzt“ in Hannover war. Während Goethe sich über Lavater zunächst bewundernd äußerte und erst später von seinem zuvor bewunderten Freund abrückte, hielt der Göttinger Physiker und Philosoph Georg Christoph Lichtenberg nur beißenden Spott für Lavater bereit. Tatsache ist heute, dass die Physiognomik und ihre Anhänger wie beispielsweise auch Johann Heinrich Merck dazu beigetragen haben, dass sich umfangreiche und bedeutende Sammlungen von Schattenrissen aus dieser Zeit erhalten haben, weil bedeutende Silhouetteure wie Johann Wilhelm Wendt durch sie zu gefragten Künstlern ihrer Zeit wurden. Die Silhouette und die Silhouettensammlungen haben sich so mit den dafür empfänglichen Literaturkreisen wie dem Kreis der Empfindsamen um die Große Landgräfin oder dem Göttinger Hainbund und seinen Mitgliedern dauerhaft verbunden. Der Goethe-Sammler Anton Kippenberg widmete der Silhouette des 18. Jahrhunderts einen umfassenden Beitrag im Jahrbuch der Sammlung Kippenberg. In Holz geschnitten wurden Schattenrisse erstmals 1769 durch den Jenaer Drucker Gottlieb Christian Bernhard Heller.

Nanna Eicke: Heilige Familie in Marie Feesche: Himmelsglanz, 1931, Hannover, Folgeauflage

Die Veröffentlichung dieser Silhouettensammlungen begann vor dem Ersten Weltkrieg und setzte sich anschließend noch in der Weimarer Zeit fort. Bedeutende Sammlungen sind die Silhouetten-Sammlung Schubert des aus Ratzeburg stammenden stud. jur. Carl Schubert, die sich seit 1887 im Sammlungsbestand der Niedersächsischen Staats- und Universitätsbibliothek Göttingen befindet und auf über 200 Silhouetten nicht nur die Größen der Zeit, sondern auch die Göttinger Hochschullehrer, Pedelle, Fechtlehrer und Studenten seiner Studienzeit zeigt. Schubert studierte ab 1778 in Göttingen und sein jüngerer Bruder verhalf ihm auch nach dem Studium etwa bis 1781 zu Erkenntnissen über die Personen, die er in seinem Erinnerungsalbum zusammengefasst hatte. Da er auf den Rückseiten der Silhouetten für sich Memorabilien notierte, ließ sich anhand dieser Sammlung der Mitgliederbestand seiner Hannöverschen Landsmannschaft und anderer Göttinger Landsmannschaften während seiner Studienjahre ablesen.

### 19. Jahrhundert
Während der Gebrauch der Silhouetten in der Franzosenzeit nicht zuletzt wegen der Konkurrenz der stark in Mode gekommenen romantischeren Stammbuchblätter nachließ, erlebte sie nach den Befreiungskriegen eine wahre Renaissance unter Verbindungsstudenten, die sich von 1815 bis Ende der 1850er Jahre trotz der als Konkurrenz hinzutretenden Lithographie oft im Schattenriss abbilden ließen. Die so entstehenden Bildersammlungen wurden in Studentenlokalen als Kneipbilder gesammelt. Angesichts der zwischenzeitlich zopflosen, weniger kunstvollen Haartracht nun mit Studentenmütze und Couleur, die oftmals farbig angelegt wurden.
Um 1860 wurden Schattenrisse und Steindrucke gleichzeitig von der nun aufkommenden, preiswerteren und modernen Fotografie verdrängt. Gleichwohl wird das Thema im Bereich der Kleinkunst heute noch gepflegt.

## Wirkung und Verarbeitung

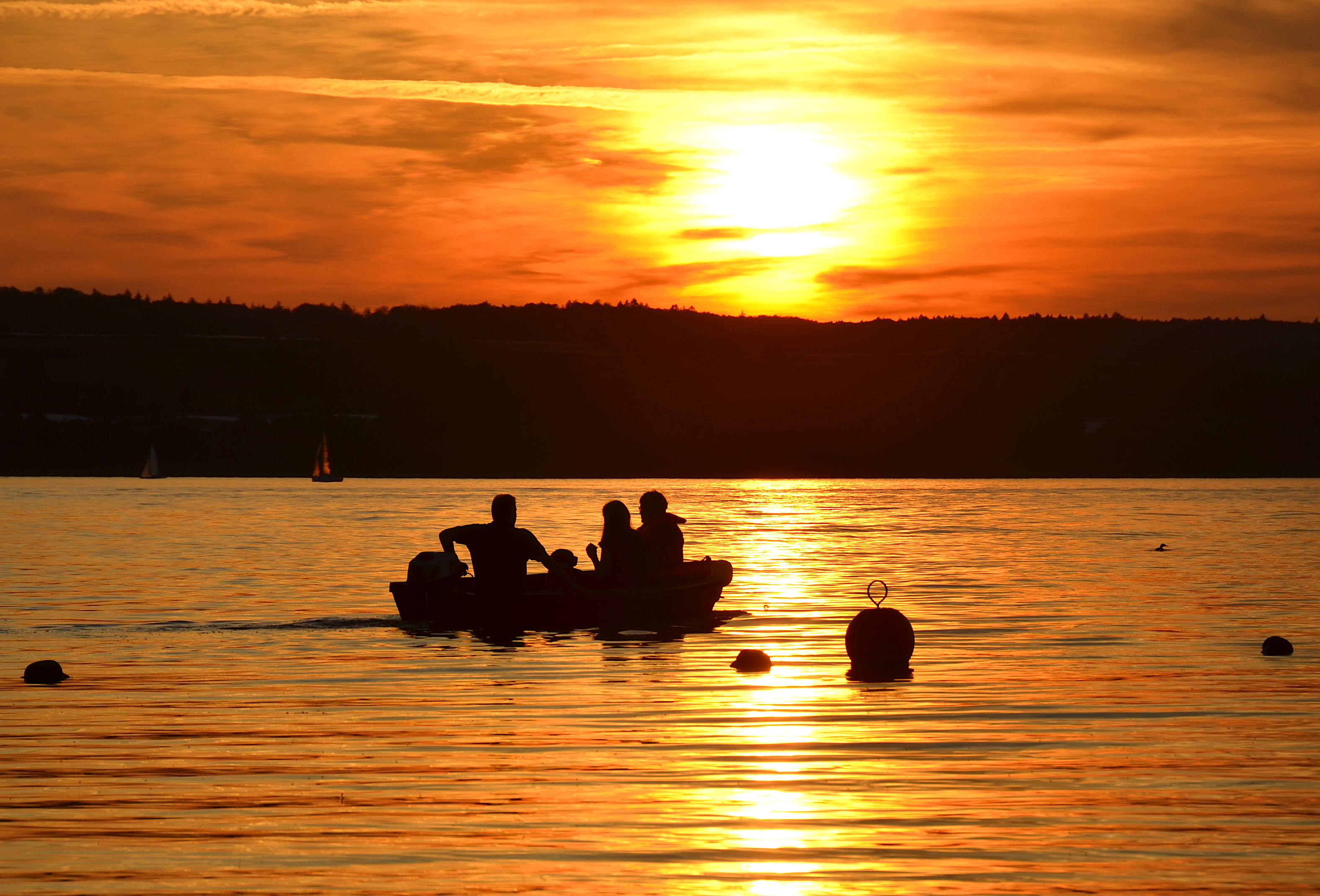
Fotografisch kann bei Gegenlicht ein Schattenriss auf hellerem Hintergrund erzeugt werden

Ein Legespiel, das mit Silhouetten arbeitet, ist das ursprünglich aus China stammende Tangram.
Im Scherenschnitt wird die Silhouette eines Gesichtes oder einer Szene aus meist schwarzem Tonpapier durch Ausschneiden des Hintergrundes abgebildet. Vielfach wird ein ähnlicher Effekt heute fotografisch erzielt.